# Corporate Network der Polizei – Obere Netzebene
Das Corporate Network der Polizei – Obere Netzebene (CNP-ON) ist ein geschlossenes Corporate Network der deutschen Polizei für Sprach- und Datendienste.
An das CNP-ON ist neben den Polizeien des Bundes und der Länder auch das Zollkriminalamt angeschlossen.
Weitergehende Informationen über das CNP-ON sind nicht verfügbar, da diese aus Sicherheitsgründen der Geheimhaltung unterliegen und mindestens als VS-NfD eingestuft sind.